# رفع الأثقال في الدورة الرياضية العربية الثالثة الدار البيضاء 1961
توزيع الأوسمة في رفع الأثقال في الدورة الرياضية العربية الثالثة الدار البيضاء 1961:
| ت | البلد                     | ذهبية | فضية | برونزية | المجموع |
| - | ------------------------- | ----- | ---- | ------- | ------- |
| 1 | الجمهورية العربية المتحدة | 6     | -    | -       | 6       |
| 2 | لبنان                     | -     | 3    | 2       | 5       |
| 3 | المغرب                    | -     | 2    | 3       | 5       |
| 4 | الأردن                    | -     | 1    | -       | 1       |
| 5 | فلسطين                    | -     | -    | 1       | 1       |

## النتائج الكاملة
| اللعبة               | الذهبية                    | الفضية                            | البرونزية                            |
| -------------------- | -------------------------- | --------------------------------- | ------------------------------------ |
| الديك 56 كغم         | محمد سيد حريت (ج ع م)      | لبنان عبد الرحمن الطبش (لبنان)    | لبنان سليم الخطيب (لبنان)            |
| الريشة 60 كغم        | حسني عباس (ج ع م)          | الأردن وجيه العابودي (الأردن)     | المغرب عبد الرحمن مبارك (المغرب)     |
| الخفيف 67.5 كغم      | مصطفى أحمد (ج ع م)         | المغرب عبد الرحيم التازي (المغرب) | المغرب عبد الرحمن بن الحسين (المغرب) |
| المتوسط 75 كغم       | محمد الحنفي (ج ع م)        | المغرب مصطفى عدنان (المغرب)       | لبنان أحمد مقلد (لبنان)              |
| خفيف الثقيل 82.5 كغم | سميح مدلل (ج ع م)          | لبنان محمد مرتضى (لبنان)          | المغرب محمد بن ميلود (المغرب)        |
| الثقيل               | محمد محمود إبراهيم (ج ع م) | لبنان محمد القيسي (لبنان)         | فلسطين سعيد إبراهيم (فلسطين)         |